# Domenico Consolini
Domenico Consolini, italijanski diakon in kardinal, * 7. junij 1806, Senigallia, † 20. december 1884, Rim.

## Življenjepis
22. junija 1866 je bil povzdignjen v kardinala in imenovan za kardinal-diakona Santa Maria in Domnica.